# Kiska

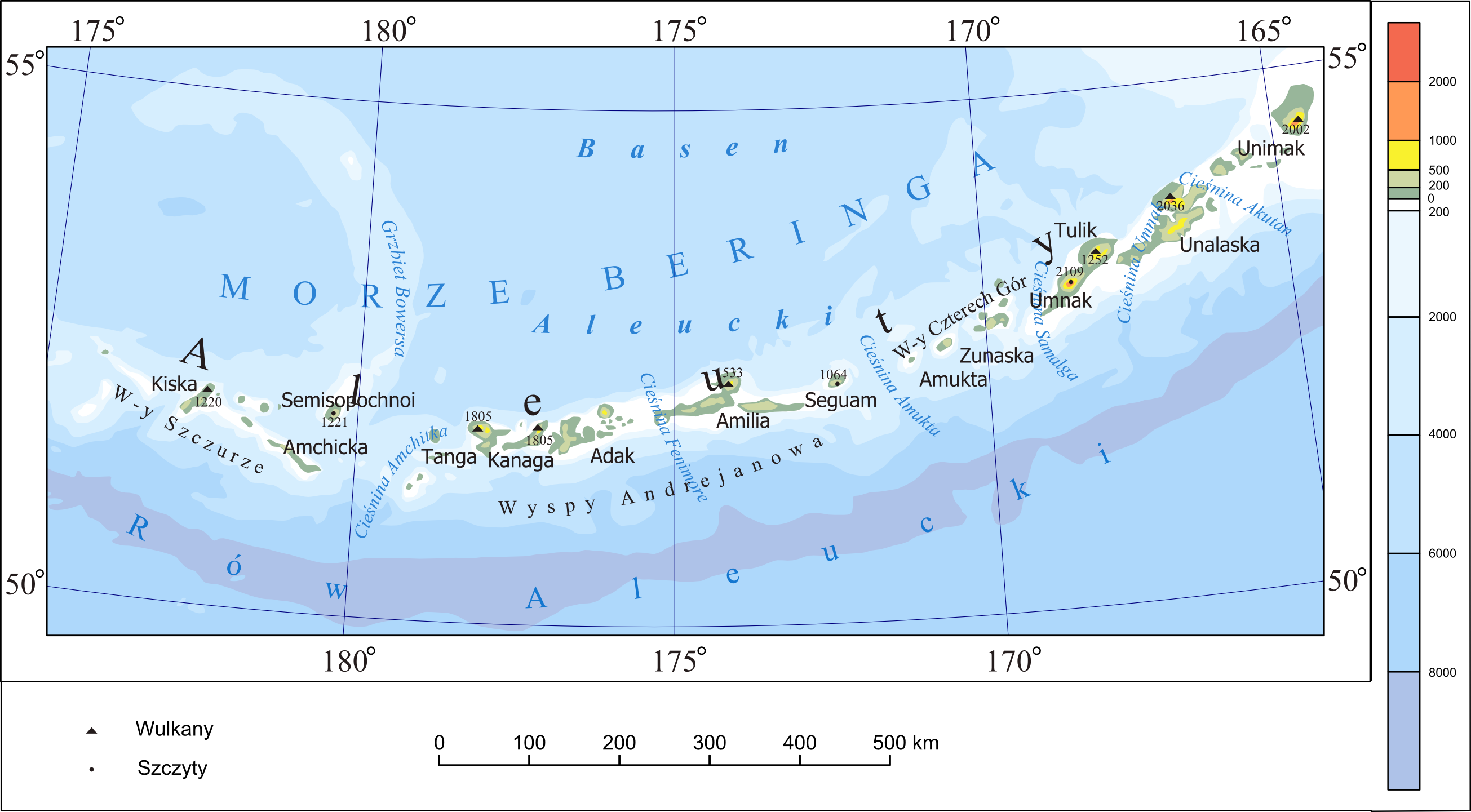
Kiska w archipelagu Aleutów

Kiska – wyspa w grupie Wysp Szczurzych, w archipelagu Aleutów, należąca do amerykańskiego stanu Alaska.
Podczas II wojny światowej opanowana przez wojska Japonii w czerwcu 1942. Wraz z pobliską wyspą Attu, zdobytą w tym samym czasie, stanowiła jedyną część rdzennych Stanów Zjednoczonych okupowaną przez wrogie wojska podczas wojny. Utrata wysp była dużym ciosem dla Amerykanów, głównie ze względów psychologicznych, choć wyspy nie miały praktycznej wartości dla obu stron. 17 sierpnia, 1943 na wyspie wylądował aliancki desant liczący 35 tys. żołnierzy, który nie znalazł jednak na wyspie sił japońskich, gdyż te zostały skrycie ewakuowane kilka tygodni wcześniej.
W północnej części wyspy znajduje się czynny stratowulkan (1221 m n.p.m.).
Topografia wyspy odtworzona została w skali rzeczywistej w grze komputerowej Operation Flashpoint: Dragon Rising, wydanej w 2009 roku przez Codemasters, której akcja rozgrywa się na fikcyjnej wyspie Skira.